# Do What U Want
"Do What U Want" là bài hát của ca sĩ kiêm nhạc sĩ người Mỹ Lady Gaga hợp tác cùng R. Kelly được trích từ album phòng thu thứ ba của cô, Artpop (2013). Bài hát được sáng tác bởi Lady Gaga, Paul "DJ White Shadow" Blair, R. Kelly, Martin Bresso, và William Grigahcine; nó được phát hành vào ngày 21 tháng 10 năm 2013 trên Amazon. Bài hát được Blair giới thiệu với Gaga khoảng 2 năm trước và họ đã sửa đổi, phát triển nó cho đến năm 2013, lúc nó chính thức được đưa vào album Artpop sau khi thêm giọng hát của R.Kelly. Bài hát thuộc thể loại nhạc điện tử (electropop) và R&B. Sau khi phát hành, bài hát nhận được những đánh giá tích cực từ những nhà phê bình khi họ cho rằng nó chỉ đơn giản là bài hát được lấy cảm hứng từ âm nhạc những năm 1980. Bài hát leo lên vị trí thứ 9 BXH The Official UK Singles Chart, sau khi album phát hành.

## Bản phối lại hợp tác với Christina Aguilera
Một phiên bản phòng thu thay thế của "Do What U Want" có Christina Aguilera được phát hành vào ngày 1 tháng 1 năm 2014; nó đánh dấu sự hợp tác đầu tiên của Aguilera và Gaga. Bài hát được phát hành tại Hoa Kỳ, Canada và Mexico vào ngày 1 tháng 1 năm 2014 và một ngày sau đó thì phát hành trên toàn thế giới. Nhiều ngày trước đó, vào ngày 24 tháng 12 năm 2013, Aguilera đã tweet rằng cô ấy "đang làm việc gì đó đặc biệt" và đính kèm một hình ảnh cô ca hát trong một phòng thu. Buổi thu âm diễn ra trong phòng khách của nhà ca sĩ Carly Simon tại Martha's Vineyard, với sự hỗ trợ của nhà sản xuất tại Oak Bluffs, ông Jimmy Parr. Tuần tiếp theo, thông báo được đưa ra cho biết phiên bản phòng thu "Do What U Want" được phát hành, trong đó giọng hát gốc của Kelly được thay thế bởi phần trình bày bởi Aguilera.
Vào ngày 11 tháng 2 năm 2014, Gaga đã tải lên bốn bản remix khác của phiên bản hát với Aguilera, tất cả được ủy quyền bởi Interscope và được mix bởi Steven Redant. Bản phối lại hợp tác với Aguilera nhận được đánh giá tốt từ các nhà phê bình âm nhạc; Melissa Locker từ tạp chí Time cảm thấy rằng phiên bản được thu âm lại của bản nhạc "sẽ giúp bán được nhiều bản nhạc hơn mà không gặp tình huống khó xử về đạo đức vì liên quan tới Kelly", rapper này trước đó đã bị buộc tội và được tha bổng vì tội danh liên quan nội dung khiêu dâm trẻ em vào những năm 2000, và nhà phê bình khen ngợi Gaga là một "nhà tiếp thị thông thái" vì đã phát hành "hai phiên bản của một bài hát hit với hai ngôi sao lớn khác nhau".

## Gỡ bỏ
Bộ phim tài liệu "Surviving R. Kelly (Sống sót khỏi R. Kelly)" với sáu phần của Lifetime phát hành từ ngày 3 - 5 tháng 1 năm 2019, mô tả chi tiết những cáo buộc từ nhiều phụ nữ da màu về hành vi lạm dụng tình dục của R.Kelly. Thậm chí, có cả bé gái tuổi vị thành niên với sự bạo hành, tổn thương thể chất.
Hành vi của R. Kelly được thống kê trong suốt 20 năm mà chưa có phán xét và điều tra nào từ chính quyền. Khi sự thật được phơi bày, nam rapper hứng chịu chỉ trích và sự tẩy chay nặng nề từ công chúng và đã nhập viện sau một ngày công chiếu phim, và thường xuyên nhờ đến sự chăm sóc của bác sĩ tại nhà.
Khi dư luận bức xúc lên tiếng về hành vi lạm dụng tình dục của R. Kelly, Lady Gaga đã ra một tuyên bố cùng hành động thiết thực, nhằm ủng hộ khán giả chống lại hành vi phi đạo đức. Vì ca khúc "Do What U Want" là sản phẩm hợp tác giữa Gaga và Kelly, nữ ca sĩ đã gỡ bỏ sản phẩm sau những cáo buộc lạm dụng tình dục.
Lady Gaga chia sẻ: "Tôi đã tạo ra bài hát cùng anh ta vào thời điểm đen tối trong cuộc đời. Tôi nghĩ bản thân đã có những suy nghĩ sai lệch khi hợp tác cùng anh ta".
Vào ngày 11 tháng 1, "Do What U Want" phiên bản góp giọng của R. Kelly hoàn toàn bị xóa sạch khỏi các trang Itunes, Spotify, Apple Music... Tuy nhiên, phiên bản kết hợp giữa Lady Gaga và Christina Aguilera vẫn được giữ lại.